# 작은 전쟁
《작은 전쟁》(영어: The War)은 미국에서 제작된 존 애브넷 감독의 1994년 드라마 영화이다. 일라이자 우드, 케빈 코스트너, 메어 위닝햄 등이 출연하고, 존 애브넷 등이 제작에 참여하였다.
작품은 대체로 부정 평가를 받았으나 우드의 연기는 평단으로부터 호평을 얻었다.

## 줄거리
베트남 전쟁에서 돌아온 스티븐 시먼스는 PTSD로 직장을 내리 세 번 잃자 자진해서 정신 병원에 입소했다가 퇴원한다. 스티븐은 곧 문법학교 관리 기사로 채용되지만 정신 병원 입원 이력이 있는 사람은 아이들 근처에서 일하지 못하게 하는 법 때문에 일주일도 안 되어 잘리고 만다.
밭에서 감자 줍는 일을 겨우 찾은 스티븐은 그곳에서 모라는 친구를 사귀고, 모 덕분에 탄광에서 일하게 된다. 스티븐의 쌍둥이 자녀 리디아와 스튜는 현실 도피성으로 인근 숲에서 친구들과 나무 위에 집을 짓기 시작하고, 시먼스가에 적의를 품고 있는 리프니키가에서 시비를 붙이면서 갈등이 시작된다.
어느 날 배수 작업 중 동굴 천장이 무너지면서 모가 돌무더기에 깔린다. 베트남 전쟁에서 친우를 구하지 못했던 경험이 있는 스티븐은 목숨을 걸고 친구 모를 구출한다. 하지만 정작 자신은 낙석에 맞아 혼수상태가 되어 생명 유지 장치를 달게 되는데...

## 출연
- 일라이자 우드 - 스튜 시먼스 역
- 케빈 코스트너 - 스티븐 시먼스 역
- 메어 위닝햄 - 로이스 시먼스 역
- 렉시 랜들 - 리디아 시먼스 역
- 크리스토퍼 피넬 - 빌리 리프니키 역
- 루커스 블랙 - 에브 리프니키 역
- 크리스틴 버랜스키 - 스트랩퍼드 양, 교사 역
- 브루스 A. 영 - 모 헨리 역
- 게리 바사라바 - 도지 역
- 레이노어 샤인

## 기타 제작진
- 공동 제작: 마틴 휴버티, 리사 린드스트럼
- 배역: 데이비드 루빈, 데브라 제인
- 미술: 크리스티 지애
- 의상: 몰리 매기니스